# Adrian Scarlatache
Adrian Manuel Scarlatache (Bucarest, 5 dicembre 1986) è un ex calciatore rumeno, di ruolo difensore.

## Palmarès

### Club

#### Competizioni nazionali
- Supercoppa d'Azerbaigian: 1

Xəzər-Lənkəran: 2013
- Coppa d'Azerbaigian: 1

Xəzər-Lənkəran: 2010-2011
- Campionato rumeno: 1

Dinamo Bucarest: 2006-2007
- Coppa di Romania: 2

Dinamo Bucarest: 2004-2005, 2011-2012